# Badur Hogar
 Badur Hogar  es una película de Argentina filmada en colores dirigida por Rodrigo Moscoso sobre su propio guion escrito en colaboración con Patricio Cárrega que se estrenó el 5 de abril de 2019 y que tuvo como actores principales a  Bárbara Lombardo y Javier Flores. En el papel de padre  aparece Cástulo Guerra, un salteño que se fue joven a Estados Unidos, donde se convirtió en actor shakesperiano y figura clave de reparto en obras tales como Terminator 2, Remington Steele y Falcon Crest entre otras y que actúa por primera vez en el cine argentino.

## Sinopsis
La pareja protagonista se conoce en Salta, donde pasan un verano, y construyen su relación elaborando una serie de mentiras que, inesperadamente, los llevarán a enfrentar sus verdades.

## Reparto
Participaron del filme los siguientes intérpretes:
- Bárbara Lombardo	...	Luciana
- Javier Flores...	Juan Badur
- Castulo Guerra...	Domingo Badur
- Nicolás Obregón...	Gaspar
- Daniel Elías...	Martin Galarza
- María Zandanel...	Paola
- Josefina Saravia...	Susana Badur

## Comentarios
Paraná Sendrós en Ámbito Financiero opinó:

”…el retrato irónico de unos sujetos que difícilmente llegarían a algo en sus vidas si las mujeres no los empujaran un poco. En este caso, el inútil se ve empujado –al amor, la acción, el abismo- por una porteña arrebatada, mitómana, exigente…. Diálogos, ideas, giros argumentales, gracia provinciana, elenco bien elegido…la obra tiene sus méritos.”

Juan Pablo Cinelli en Página 12 escribió:

”Amable y luminosa incluso en momentos en los que se permite recorrer los corredores más sombríos de la vida,… ofreciendo una narrativa bien clásica que se mantiene a prudencial distancia de los discursos herméticos que muchas veces son un lugar común del cine independiente…maneja con pericia los hilos del humor sin desatender las subtramas dramáticas, que son las que condicionan las acciones de sus personajes, pero sin sobrecargar a la película de apuntes morales...utiliza de manera verosímil el color local del nordeste...incluye pinceladas de una irónica mirada social, que sin ir demasiado profundo aporta al relato otra bienvenida faceta....la aparición sobre el final de algunos lugares comunes de la comedia romántica...de ningún modo consiguen agriar la experiencia.“

## Nominaciones
La película fue nominada al Premio Cóndor de Plata 2020 a la Mejor Música Original.